# Nicolás Lodeiro
Marcelo Nicolás Lodeiro Benítez (Paysandú, Uruguay, 21 de marzo de 1989) es un futbolista uruguayo que se desempeña como enganche en el Club Nacional de Football, de la Primera División de Uruguay.
En enero de 2010 fue fichado por el Ajax de Ámsterdam de la Eredivisie por 4 millones de euros. Con el conjunto neerlandés no tuvo muchos minutos, jugando solamente 29 partidos, logrando 4 goles y 7 asistencias. Tras terminar su contrato con el Ajax, quedó libre y fue traspasado al Botafogo. Con el club brasileño consiguió tres trofeos regionales. El 29 de mayo de 2014 fue fichado por el Corinthians por 5 millones de reales brasileños. Tras una sola temporada con el conjunto paulista fue transferido a Boca Juniors, donde se convirtió en uno de los jugadores más importantes, consiguiendo el Campeonato de Primera División 2015 y la Copa Argentina 2014-15. En julio de 2016 fue transferido al Seattle Sounders FC de la Major League Soccer consiguiendo dos títulos más.
Con la Selección de fútbol de Uruguay debutó en un partido de repechaje contra Costa Rica el 14 de noviembre de 2009. Con la selección oriental disputaría la Copa Mundial de 2010 y la Copa Mundial de 2014. También participaría en una edición de Copa FIFA Confederaciones en 2013 y cuatro ediciones de la Copa América (2011, 2015, 2016) y 2019 siendo campeón en su primera participación en el torneo continental a los 22 años. En total jugó 60 partidos marcando 5 goles con la celeste.

## Trayectoria

### Nacional
Comenzó su carrera deportiva en el club Barrio Obrero y Atlético Bella Vista de su ciudad natal. Con 14 años, fue a realizar unas pruebas en el Club Nacional de Football, donde fichó por la categoría sub-14.
Debutó en la máxima categoría del fútbol uruguayo el 19 de agosto de 2007, en un partido frente a Fénix donde Nacional empató 1-1. A pesar de tener la confianza de su entrenador, en ese entonces Daniel Carreño, parecía demasiado joven como para tener tanta responsabilidad de ser el armador de un equipo grande. El 1 de diciembre de ese mismo año anotó su primer gol ante Progreso. El salto en confianza se dio a partir de enero de 2009, jugando con su selección sub-20 donde fue el líder futbolístico del equipo. De allí en más, su titularidad en Nacional fue constante, siendo un jugador vital para la obtención del Campeonato Uruguayo de Fútbol 2008-09 y también ejerciendo una gran campaña en la Copa Libertadores 2009, donde terminaron semifinalistas. Anotó su primer gol en el clásico del fútbol uruguayo el 6 de diciembre de 2009, en un partido que finalizó 3-0. Con Nacional culminó una gran etapa marcando 15 goles y dando 7 asistencias en 53 partidos, ya que en enero de 2010, fichó por el Ajax de Ámsterdam con un pase valuado en 4 millones de euros, una cifra llamativa para el fútbol uruguayo en lo que se refiere al traspaso de un futbolista tan joven.

### Ajax de Ámsterdam

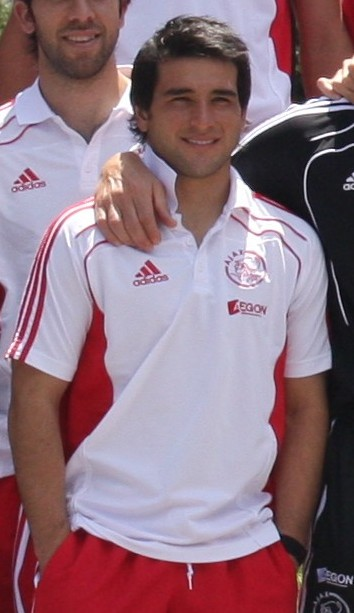
Lodeiro en su paso por el Ajax

Se unió a sus compañeros uruguayos Bruno Silva y Luis Suárez en Ajax. Su debut en el conjunto neerlandés fue contra el F.C. Twente el 7 de febrero de 2010. Marcó su primer gol contra el Go Ahead Eagles el 25 de marzo en la Copa de los Países Bajos. Debido a una lesión sufrida durante la Copa del Mundo 2010, no jugó un solo partido para Ajax en la temporada 2010/11. Sin embargo, el 15 de mayo ganó la Eredivisie en el partido ganado 3-1 contra el Twente. El 26 de agosto vuelve a las canchas, entrando por Christian Eriksen en un partido contra el SBV Vitesse.  Hizo 19 apariciones anotando dos veces en la Eredivisie y una en la Liga de Campeones contra Dinamo Zagreb, todo mientras ayudaba a Ajax a conseguir otro título de liga.
Durante este tiempo, Lodeiro tuvo un buen paso por los Países Bajos. Esto hizo que el equipo neerlandés le renovara el contrato a Nicolás, pero el uruguayo decidió no renovar con el Ajax en busca de aire fresco para poder recuperarse de su última lesión sufrida y jugar su mejor fútbol.

### Botafogo
Después de su salida de Ajax, Lodeiro quería un club cerca de casa, es decir, un club sudamericano y terminó eligiendo el Botafogo de Río de Janeiro como su nuevo club, para juntarse con su compatriota Sebastián Abreu. Lodeiro se trasladó a Botafogo en julio de 2012 junto con la estrella internacional holandesa Clarence Seedorf, y se presentó luego de los Juegos Olímpicos de Londres 2012.
Tras regresar de los Juegos Olímpicos, Lodeiro recibió elogios de Seedorf, su ídolo de la infancia, declarando lo siguiente:

Es un jugador muy talentoso. Siempre que llegamos a un nuevo equipo, precisamos entrar en ritmo y conocer a todos. Él será un jugador más. Por el hecho de que llegue ahora, significa que Botafogo lo considera un jugador importante. Vamos a tener que cuidarlo bien para que pueda entrar en el equipo.
Clarence Seedorf

Su debut con el Botafogo se produjo el 12 de agosto de 2012 en un empate 1-1 contra Portuguesa. El entrenador Oswaldo de Oliveira elogió su actuación. Nico estaba jugando su mejor fútbol, pero su rendimiento creció en el tramo final del Campeonato Brasileño de Serie A con destacadas actuaciones. En 2013, Nico comenzó la Taça Guanabara y fue uno de los jugadores que más creció durante la etapa final de la competencia contra los rivales locales Flamengo y Vasco da Gama, lo que le valió su primer título en el club de Río.
Feliz con el triunfo de Botafogo y por conseguir su primer título con el club en 2013, Lodeiro proyectó nuevos objetivos con el club declarando lo siguiente:

Quiero hacer las cosas bien, ganando muchos títulos, permanecer más tiempo en Botafogo. El año pasado terminó bien y este comienzo de 2013 también está siendo muy bueno para mi. Quiero seguir en este camino y hacer las cosas aún mejor.
Nicolás Lodeiro

En la Taça Rio de 2013, Nico creció en el rendimiento, especialmente en los partidos donde Seedorf se encontraba ausente y se convirtió en el máximo anotador del equipo en la segunda vuelta. Botafogo venció fácilmente a Resende en las semifinales y al Fluminense, para consagrarse campeón de la Taça Río, siendo Nico uno de los mejores jugadores de la competición y para muchos aficionados, el uruguayo fue el Balón de Oro de la competencia con el Clarence Seedorf. Incluso sin el premio al mejor jugador, Lodeiro fue elegido en el equipo ideal del campeonato, junto con otros seis compañeros de su equipo. Además sus grandes actuaciones llamaron la atención del A.C. Milan de Italia.
El 1 de junio de 2013 marcó los dos goles en la victoria sobre Cruzeiro por 2-1.  En el Campeonato Carioca de 2013, fue elegido otra vez en el equipo ideal del campeonato y fue el segundo máximo anotador con 8 goles.

### Corinthians
El 29 de mayo de 2014 Lodeiro firmó un contrato de cuatro años con el Corinthians por 4 millones de reales. Duró solo una temporada en la que jugó tan solo 17 partidos sin marcar ningún gol y logrando solo tres asistencias.

### Boca Juniors
En febrero de 2015 deja el Corinthians para sumarse a Boca Juniors. Durante su paso por el conjunto xeneize, Lodeiro tuvo varias actuaciones notables, por lo que rápidamente se convirtió en una pieza clave del equipo. Marcaría su primer gol el 11 de marzo del mismo año en un partido de Copa Libertadores 2015 contra el Zamora en La Bombonera. Anotaría su primer gol en el superclásico del fútbol argentino el 13 de septiembre de 2015 en una victoria por 0-1 en El Monumental. Se consagraría campeón del Campeonato de Primera División 2015 el 1 de noviembre contra Tigre en una victoria por 1-0 y de la Copa Argentina 2014-15 en la que anotaría un gol polémico de penal a Rosario Central en la final que terminó 2-0.
El 2016 iba a ser ya que resultarían eliminados de la Copa Libertadores 2016 contra Independiente del Valle; en el partido de vuelta Lodeiro erraría un penal y además perderían en su casa por 2-3 quedando así afuera en instancias de semifinales. Luego de esto, Lodeiro se iría de Boca, con rumbo a Estados Unidos más precisamente al Seattle Sounders FC para cambiar de aires luego de la eliminación.

### Seattle Sounders
Hizo su debut el 31 de julio jugando todos los 90 minutos. El sitio web de la Major League Soccer tiene un artículo en el que se afirma que "Lodeiro fue rápidamente el centro de su equipo, tocando la pelota 124 veces, el cuarto más alto de esta temporada, además de hacer 94 pases, siendo el máximo para el Seattle Sounders y el 14° en la temporada."
Marcó su primer gol el 14 de agosto contra el Real Salt Lake en el minuto 24, ganando el partido 2-1 en el Century Link Field. Siendo una pieza clave e importante del equipo, consiguió sus primeros dos títulos en su primera temporada: la Conferencia Oeste (MLS) y la Major League Soccer, culminando una gran primera temporada para el uruguayo.

### Orlando City
El 4 de enero de 2024 se oficializó su fichaje en condición de agente libre por el equipo floridense, firmando contrato por un año con opción a un año adicional.

## Selección nacional

### Categorías inferiores
Lodeiro comenzó su participación en la Selección de fútbol de Uruguay integrando la categoría sub-20, disputando primero el Sudamericano Sub-20 de Venezuela, ayudando a su equipo a alcanzar la cuarta posición, siendo el mejor resultado de su selección desde 1999 junto al de 2007 pero la campaña del 2009 superó a esta última. 

#### Juegos Olímpicos 2012
El 26 de julio de 2012, en el estreno de la Selección Uruguaya de Fútbol en los Juegos Olímpicos de Londres 2012 después de 84 años sin disputar la competición, Lodeiro empezó como suplente, debido a los problemas físicos que enfrentó en su última lesión. Pero esto no importó, ya que entró y se hizo cargo del juego, anotando el gol de la victoria por 2-1 contra los Emiratos Árabes Unidos. En el siguiente partido contra Senegal, Lodeiro tuvo la oportunidad de ser titular, a pesar del tiempo de inactividad, pero no pudo evitar la derrota por 2-0 después de dos erroes defensivos. En el último partido de la fase de grupos contra Reino Unido, Lodeiro volvió al banco a causa de tiempo de inactividad y también por la opción del entrenador táctico; esto trajo fuertes protestas de la multitud uruguaya que tampoco estaba de acuerdo de que Lodeiro este en el banco. Finalmente el ingreso del uruguayo se produjo en el transcurso del partido mientras perdían por 1-0, pero no pudo cambiar el juego debido a que el equipo estaba apresurado y también por el bajo rendimiento de los jugadores mayores de 23 años. Además, los abucheos que recibió su equipo en Mánchester y Londres fue por su compañero de equipo Luis Suárez que en ese momento jugaba en el Liverpool F.C., siendo este equipo rival de las primeras dos ciudades. Uruguay terminó eliminado en primera fase, aun siendo el favorito para el oro olímpico.

### Selección absoluta

#### Debut oficial
Después de su actuación en Nacional y tras disputar dos torneos con las categorías inferiores, Lodeiro fue convocado al equipo nacional en noviembre de 2009 para disputar dos partidos de repechaje contra Costa Rica. En el primer partido jugó los noventa minutos y en el segundo, comenzó la jugada en donde Abreu marcaría un gol; esto colocó a Uruguay en la Copa Mundial de Fútbol 2010 luego de ocho años.

#### Copa del Mundo 2010
Satisfecho con el rendimiento de Lodeiro en sus primeros dos partidos, el entrenador Óscar Washington Tabárez lo incluyó en la lista de 23 jugadores para disputar la Copa del Mundo 2010. En el primer partido de la competición contra Francia, Lodeiro ingresó a los 18 minutos del segundo tiempo aunque luego fue expulsado tras darle una patada brutal a Bacary Sagna. Lodeiro volvió a jugar en un partido de octavos de final contra Corea del Sur, ingresando en el minuto 74 y ayudando al equipo para un resultado final de 2-1 a favor de los celestes. En los cuartos de final contra Ghana, otra vez ingresaría en el segundo tiempo; sería su última participación en la Copa del Mundo 2010. En las semifinales, ya sin Lodeiro, Lugano y Luis Suárez, Uruguay fue eliminado por los Países Bajos y pasaría a disputar el tercer puesto. Contra Alemania se quedaría en cuarto lugar tras perder 3-2.

#### Copa América 2011
En 2011, Lodeiro fue parte del plantel campeón de la Copa América 2011 disputada en Argentina, ayudando mucho al equipo en partidos difíciles como contra Perú, Chile y México. El equipo uruguayo volvió a ser campeón después de 16 años y probando así, que la campaña en la Copa Mundial pasada, no fue pura suerte como algunos afirmaron. Con la conquista del título, el conjunto celeste se aseguró el puesto en la Copa FIFA Confederaciones 2013. Además, con esta conquista volvieron a ser el máximo campeón de la competición en toda la historia.

#### Copa Confederaciones 2013 y nuevo repechaje
Incluso sin estar en su apogeo, Lodeiro se convirtió en dueño absoluto de la selección en un partido amistoso contra España, por su técnica y el compromiso que tuvo siempre como gran jugador. Y por eso fue llamado para representar a la selección en la Copa FIFA Confederaciones 2013. En el primer partido empezó en el banquillo por opción del entrenador, nuevamente contra España, luego de ser aclamado por la crítica de sus actuaciones en el comienzo del año. Lodeiro entró en el partido, pero Uruguay igual perdió por 2-1. Volvió a jugar en el último partido de la fase de grupos contra Tahití en la goleada por 8-0 donde se encargó de poner el 5-0 parcial, clasificando así a las semifinales.
En la semifinal, Uruguay fue eliminado por Brasil en un polémico partido y tras disputar el tercer lugar quedó cuarto tras ser derrotado por Italia en los penaltis. Después de la competición, Uruguay volvió a su atención y esfuerzo para clasificar al Mundial 2014, donde logró una recuperación en una mala etapa, pero decepcionando por no conseguir un lugar directo a la Copa del Mundo. El partido de repechaje lo jugaría contra Jordania; en la ida, Uruguay lo golearía por 5-0 con un gol de Lodeiro y en la vuelta saldría 0-0 clasificando de esta manera el conjunto celeste.
Antes de enfrentarse con Jordania, Lodeiro se había ganado un puesto en el equipo titular y no defraudó, dando asistencias e incluso marcar el tercer tanto que prácticamente resolvió todo en Asia.

#### Copa del Mundo 2014
Lodeiro fue llamado para disputar la Copa Mundial de Fútbol 2014, en Brasil. En el primer partido, Uruguay sería sorpresivamente derrotado ante Costa Rica en el primer partido de la fase de grupos del Mundial 2014. Gracias a esto, Uruguay se puso en situación complicada en su grupo, pero con dos triunfos claves contra Inglaterra e Italia y Lodeiro como titular, los celestes consiguieron pasar a la segunda fase. En el partido contra Italia, Luis Suárez mordió a Giorgio Chiellini y lo suspendieron, perdiendo una pieza clave del equipo; a resultado de esto, Uruguay perdería por 2-0 ante Colombia en los octavos de final.

#### Goles internacionales
| #  | Fecha                   | Lugar                                         | Rival     | Gol | Resultado | Competición               |
| -- | ----------------------- | --------------------------------------------- | --------- | --- | --------- | ------------------------- |
| 1. | 23 de junio de 2011     | Estadio Atilio Paiva Olivera, Rivera, Uruguay | Estonia   | 3–0 | 3–0       | Amistoso                  |
| 2. | 23 de junio de 2013     | Itaipava Arena Pernambuco, Recife, Brasil     | Tahití    | 5–0 | 8–0       | Copa Confederaciones 2013 |
| 3. | 13 de noviembre de 2013 | Amman International Stadium, Amán, Jordania   | Jordania  | 3–0 | 5–0       | Eliminatorias 2014        |
| 4. | 6 de octubre de 2016    | Estadio Centenario, Montevideo, Uruguay       | Venezuela | 1–0 | 3–0       | Eliminatorias 2018        |
| 5. | 16 de junio de 2019     | Estádio Mineirão, Belo Horizonte, Brasil      | Ecuador   | 1–0 | 4–0       | Copa América 2019         |

## Estadísticas

### Clubes
Actualizado de acuerdo al último partido jugado el 28 de junio de 2025.
| Club                                  | Div.          | Temporada     | Liga  | Liga  | Liga   | Estatal | Estatal | Estatal | Copas nacionales | Copas nacionales | Copas nacionales | Torneos internacionales | Torneos internacionales | Torneos internacionales | Total | Total | Total  |
| Club                                  | Div.          | Temporada     | Part. | Goles | Asist. | Part.   | Goles   | Asist.  | Part.            | Goles            | Asist.           | Part.                   | Goles                   | Asist.                  | Part. | Goles | Asist. |
| ------------------------------------- | ------------- | ------------- | ----- | ----- | ------ | ------- | ------- | ------- | ---------------- | ---------------- | ---------------- | ----------------------- | ----------------------- | ----------------------- | ----- | ----- | ------ |
| C. Nacional F. · Uruguay              | 1.ª           | 2007-08       | 19    | 1     | 0      | —       | —       | —       | —                | —                | —                | 2                       | 0                       | 0                       | 21    | 1     | 0      |
| C. Nacional F. · Uruguay              | 1.ª           | 2008-09       | 25    | 4     | 8      | —       | —       | —       | —                | —                | —                | 10                      | 3                       | 2                       | 35    | 7     | 10     |
| C. Nacional F. · Uruguay              | 1.ª           | 2009-10       | 8     | 7     | 4      | —       | —       | —       | —                | —                | —                | —                       | —                       | —                       | 8     | 7     | 4      |
| Ajax de Ámsterdam · Países Bajos      | 1.ª           | 2009-10       | 8     | 0     | 1      | —       | —       | —       | 2                | 1                | 0                | —                       | —                       | —                       | 10    | 1     | 1      |
| Ajax de Ámsterdam · Países Bajos      | 1.ª           | 2010-11       | —     | —     | —      | —       | —       | —       | —                | —                | —                | —                       | —                       | —                       | 0     | 0     | 0      |
| Ajax de Ámsterdam · Países Bajos      | 1.ª           | 2011-12       | 13    | 2     | 6      | —       | —       | —       | 1                | 0                | 0                | 5                       | 1                       | 0                       | 19    | 3     | 6      |
| Ajax de Ámsterdam · Países Bajos      | Total club    | Total club    | 21    | 2     | 7      | 0       | 0       | 0       | 3                | 1                | 0                | 5                       | 1                       | 0                       | 29    | 4     | 7      |
| Botafogo F. R. · Brasil               | 1.ª           | 2012          | 18    | 2     | 6      | —       | —       | —       | —                | —                | —                | 1                       | 1                       | 0                       | 19    | 3     | 6      |
| Botafogo F. R. · Brasil               | 1.ª           | 2013          | 26    | 5     | 3      | 16      | 8       | 3       | 8                | 1                | 0                | —                       | —                       | —                       | 50    | 14    | 6      |
| Botafogo F. R. · Brasil               | 1.ª           | 2014          | 3     | 0     | 0      | 5       | 0       | 0       | —                | —                | —                | 8                       | 0                       | 1                       | 16    | 0     | 1      |
| Botafogo F. R. · Brasil               | Total club    | Total club    | 47    | 7     | 9      | 21      | 8       | 3       | 8                | 1                | 0                | 9                       | 1                       | 1                       | 85    | 17    | 13     |
| S. C. Corinthians · Brasil            | 1.ª           | 2014          | 7     | 0     | 1      | —       | —       | —       | 1                | 0                | 0                | —                       | —                       | —                       | 8     | 0     | 1      |
| S. C. Corinthians · Brasil            | Total club    | Total club    | 7     | 0     | 1      | 0       | 0       | 0       | 1                | 0                | 0                | 0                       | 0                       | 0                       | 8     | 0     | 1      |
| C. A. Boca Juniors Argentina          | 1.ª           | 2015          | 21    | 3     | 6      | —       | —       | —       | 5                | 2                | 1                | 5                       | 1                       | 2                       | 31    | 6     | 9      |
| C. A. Boca Juniors Argentina          | 1.ª           | 2016          | 9     | 3     | 1      | —       | —       | —       | 2                | 0                | 2                | 9                       | 2                       | 2                       | 20    | 5     | 5      |
| C. A. Boca Juniors Argentina          | Total club    | Total club    | 30    | 6     | 7      | 0       | 0       | 0       | 7                | 2                | 3                | 14                      | 3                       | 4                       | 51    | 11    | 14     |
| Seattle Sounders F. C. Estados Unidos | 1.ª           | 2016          | 19    | 8     | 5      | —       | —       | —       | —                | —                | —                | —                       | —                       | —                       | 19    | 8     | 5      |
| Seattle Sounders F. C. Estados Unidos | 1.ª           | 2017          | 38    | 7     | 10     | —       | —       | —       | —                | —                | —                | —                       | —                       | —                       | 38    | 7     | 10     |
| Seattle Sounders F. C. Estados Unidos | 1.ª           | 2018          | 29    | 9     | 12     | —       | —       | —       | —                | —                | —                | 3                       | 2                       | 2                       | 32    | 11    | 14     |
| Seattle Sounders F. C. Estados Unidos | 1.ª           | 2019          | 32    | 9     | 11     | —       | —       | —       | —                | —                | —                | —                       | —                       | —                       | 32    | 9     | 11     |
| Seattle Sounders F. C. Estados Unidos | 1.ª           | 2020          | 25    | 8     | 8      | —       | —       | —       | —                | —                | —                | —                       | —                       | —                       | 25    | 8     | 8      |
| Seattle Sounders F. C. Estados Unidos | 1.ª           | 2021          | 10    | 0     | 0      | —       | —       | —       | —                | —                | —                | —                       | —                       | —                       | 10    | 0     | 0      |
| Seattle Sounders F. C. Estados Unidos | 1.ª           | 2022          | 28    | 7     | 7      | —       | —       | —       | —                | —                | —                | 6                       | 5                       | 2                       | 34    | 12    | 9      |
| Seattle Sounders F. C. Estados Unidos | 1.ª           | 2023          | 37    | 1     | 5      | —       | —       | —       | 1                | 0                | 0                | 2                       | 1                       | 0                       | 40    | 2     | 5      |
| Seattle Sounders F. C. Estados Unidos | Total club    | Total club    | 218   | 49    | 58     | 0       | 0       | 0       | 1                | 0                | 0                | 11                      | 8                       | 4                       | 230   | 57    | 62     |
| Orlando City S. C. Estados Unidos     | 1.ª           | 2024          | 39    | 1     | 7      | —       | —       | —       | —                | —                | —                | 7                       | 1                       | 2                       | 46    | 2     | 9      |
| Orlando City S. C. Estados Unidos     | Total club    | Total club    | 39    | 1     | 7      | 0       | 0       | 0       | 0                | 0                | 0                | 7                       | 1                       | 2                       | 46    | 2     | 9      |
| Houston Dynamo F. C. Estados Unidos   | 1.ª           | 2025          | 16    | 1     | 1      | —       | —       | —       | 2                | 0                | 1                | —                       | —                       | —                       | 18    | 1     | 2      |
| Houston Dynamo F. C. Estados Unidos   | Total club    | Total club    | 16    | 1     | 1      | 0       | 0       | 0       | 2                | 0                | 1                | 0                       | 0                       | 0                       | 18    | 1     | 2      |
| C. Nacional F. · Uruguay              | 1.ª           | 2025          | 0     | 0     | 0      | —       | —       | —       | —                | —                | —                | —                       | —                       | —                       | 0     | 0     | 0      |
| C. Nacional F. · Uruguay              | Total club    | Total club    | 52    | 12    | 12     | 0       | 0       | 0       | 0                | 0                | 0                | 12                      | 3                       | 2                       | 64    | 15    | 14     |
| Total carrera                         | Total carrera | Total carrera | 430   | 78    | 102    | 21      | 8       | 3       | 22               | 4                | 4                | 58                      | 17                      | 13                      | 531   | 107   | 122    |
| 1. 2. 3. 4.                           |               |               |       |       |        |         |         |         |                  |                  |                  |                         |                         |                         |       |       |        |

### Selección nacional
Actualizado hasta su último partido disputado el 25 de junio de 2019.
| Selección          | Año             | Amistosos | Amistosos | Amistosos | Eliminatorias | Eliminatorias | Eliminatorias | Continental | Continental | Continental | Mundial | Mundial | Mundial | Total | Total | Total  |
| Selección          | Año             | Part.     | Goles     | Asist.    | Part.         | Goles         | Asist.        | Part.       | Goles       | Asist.      | Part.   | Goles   | Asist.  | Part. | Goles | Asist. |
| ------------------ | --------------- | --------- | --------- | --------- | ------------- | ------------- | ------------- | ----------- | ----------- | ----------- | ------- | ------- | ------- | ----- | ----- | ------ |
| Sub-20 · Uruguay   | 2009            | —         | —         | —         | —             | —             | —             | 7           | 3           | 0           | 4       | 2       | 0       | 11    | 5     | 0      |
| Sub-20 · Uruguay   | Total           | 0         | 0         | 0         | 0             | 0             | 0             | 7           | 3           | 0           | 4       | 2       | 0       | 11    | 5     | 0      |
| Sub-23 · Uruguay   | 2012            | 2         | 0         | 0         | —             | —             | —             | —           | —           | —           | 3       | 1       | 0       | 5     | 1     | 0      |
| Sub-23 · Uruguay   | Total           | 2         | 0         | 0         | 0             | 0             | 0             | 0           | 0           | 0           | 3       | 1       | 0       | 5     | 1     | 0      |
| Absoluta · Uruguay | 2009            | —         | —         | —         | 2             | 0             | 0             | —           | —           | —           | —       | —       | —       | 2     | 0     | 0      |
| Absoluta · Uruguay | 2010            | 2         | 0         | 1         | —             | —             | —             | —           | —           | —           | 3       | 0       | 1       | 5     | 0     | 2      |
| Absoluta · Uruguay | 2011            | 2         | 0         | 0         | —             | —             | —             | 3           | 0           | 1           | —       | —       | —       | 5     | 0     | 1      |
| Absoluta · Uruguay | 2012            | 1         | 0         | 0         | 1             | 0             | 0             | —           | —           | —           | —       | —       | —       | 2     | 0     | 0      |
| Absoluta · Uruguay | 2013            | 3         | 0         | 0         | 5             | 1             | 2             | —           | —           | —           | 2       | 1       | 1       | 10    | 2     | 3      |
| Absoluta · Uruguay | 2014            | 8         | 0         | 0         | —             | —             | —             | —           | —           | —           | 3       | 0       | 0       | 11    | 0     | 0      |
| Absoluta · Uruguay | 2015            | 3         | 0         | 0         | 4             | 0             | 2             | 2           | 0           | 0           | —       | —       | —       | 9     | 0     | 2      |
| Absoluta · Uruguay | 2016            | 1         | 0         | 1         | 3             | 1             | 0             | 3           | 0           | 1           | —       | —       | —       | 7     | 1     | 2      |
| Absoluta · Uruguay | 2017            | 1         | 0         | 0         | 1             | 0             | 0             | —           | —           | —           | —       | —       | —       | 2     | 0     | 0      |
| Absoluta · Uruguay | 2018            | 1         | 0         | 0         | —             | —             | —             | —           | —           | —           | —       | —       | —       | 1     | 0     | 0      |
| Absoluta · Uruguay | 2019            | 3         | 0         | 2         | —             | —             | —             | 3           | 1           | 1           | —       | —       | —       | 6     | 1     | 3      |
| Absoluta · Uruguay | Total           | 25        | 0         | 4         | 16            | 2             | 4             | 11          | 1           | 3           | 8       | 1       | 2       | 60    | 4     | 13     |
| Total selección    | Total selección | 27        | 0         | 4         | 16            | 2             | 4             | 18          | 4           | 3           | 15      | 4       | 2       | 76    | 10    | 13     |
| 1. 2. 3.           |                 |           |           |           |               |               |               |             |             |             |         |         |         |       |       |        |

### Resumen estadístico
| Torneo                  | Part. | Goles | Asist. |
| ----------------------- | ----- | ----- | ------ |
| Liga                    | 429   | 78    | 101    |
| Estatales               | 21    | 8     | 3      |
| Copas nacionales        | 22    | 4     | 4      |
| Torneos internacionales | 58    | 17    | 13     |
| Selección de Uruguay    | 60    | 4     | 13     |
| Total                   | 590   | 111   | 135    |

## Palmarés

### Campeonatos Estatales
| Título             | Equipo         | País   | Año  |
| ------------------ | -------------- | ------ | ---- |
| Campeonato Carioca | Botafogo F. R. | Brasil | 2013 |
| Trofeo Guanabara   | Botafogo F. R. | Brasil | 2013 |
| Trofeo Río         | Botafogo F. R. | Brasil | 2013 |

### Campeonatos nacionales
| Título                        | Equipo                 | País           | Año     |
| ----------------------------- | ---------------------- | -------------- | ------- |
| Torneo Apertura               | C. Nacional de F.      | Uruguay        | 2008    |
| Primera División              | C. Nacional de F.      | Uruguay        | 2008-09 |
| Torneo Apertura               | C. Nacional de F.      | Uruguay        | 2009    |
| Copa de los Países Bajos      | Ajax Ámsterdam         | Países Bajos   | 2009-10 |
| Eredivisie                    | Ajax Ámsterdam         | Países Bajos   | 2010-11 |
| Eredivisie                    | Ajax Ámsterdam         | Países Bajos   | 2011-12 |
| Primera División de Argentina | C. A. Boca Juniors     | Argentina      | 2015    |
| Copa Argentina                | C. A. Boca Juniors     | Argentina      | 2014/15 |
| Conferencia Oeste (MLS)       | Seattle Sounders F. C. | Estados Unidos | 2016    |
| MLS Cup                       | Seattle Sounders F. C. | Estados Unidos | 2016    |
| Conferencia Oeste (MLS)       | Seattle Sounders F. C. | Estados Unidos | 2017    |
| Conferencia Oeste (MLS)       | Seattle Sounders F. C. | Estados Unidos | 2019    |
| MLS Cup                       | Seattle Sounders F. C. | Estados Unidos | 2019    |

### Campeonatos internacionales
| Título                           | Equipo                 | Sede           | Año  |
| -------------------------------- | ---------------------- | -------------- | ---- |
| Copa América                     | Selección de Uruguay   | Argentina      | 2011 |
| Liga de Campeones de la Concacaf | Seattle Sounders F. C. | Estados Unidos | 2022 |

### Distinciones individuales
| Distinción                                      | Año  |
| ----------------------------------------------- | ---- |
| Mejor Jugador en Uruguay por El País            | 2009 |
| Miembro del Equipo Ideal de América por El País | 2009 |
| Contratación más valiosa de la MLS              | 2016 |